# ترخو
تَرْخو (به روسی: Тарки́) (قموقی: Таргъу, Tarğu) یک شهر در کشور روسیه است که در داغستان واقع شده است.